# Maria Korniłowicz

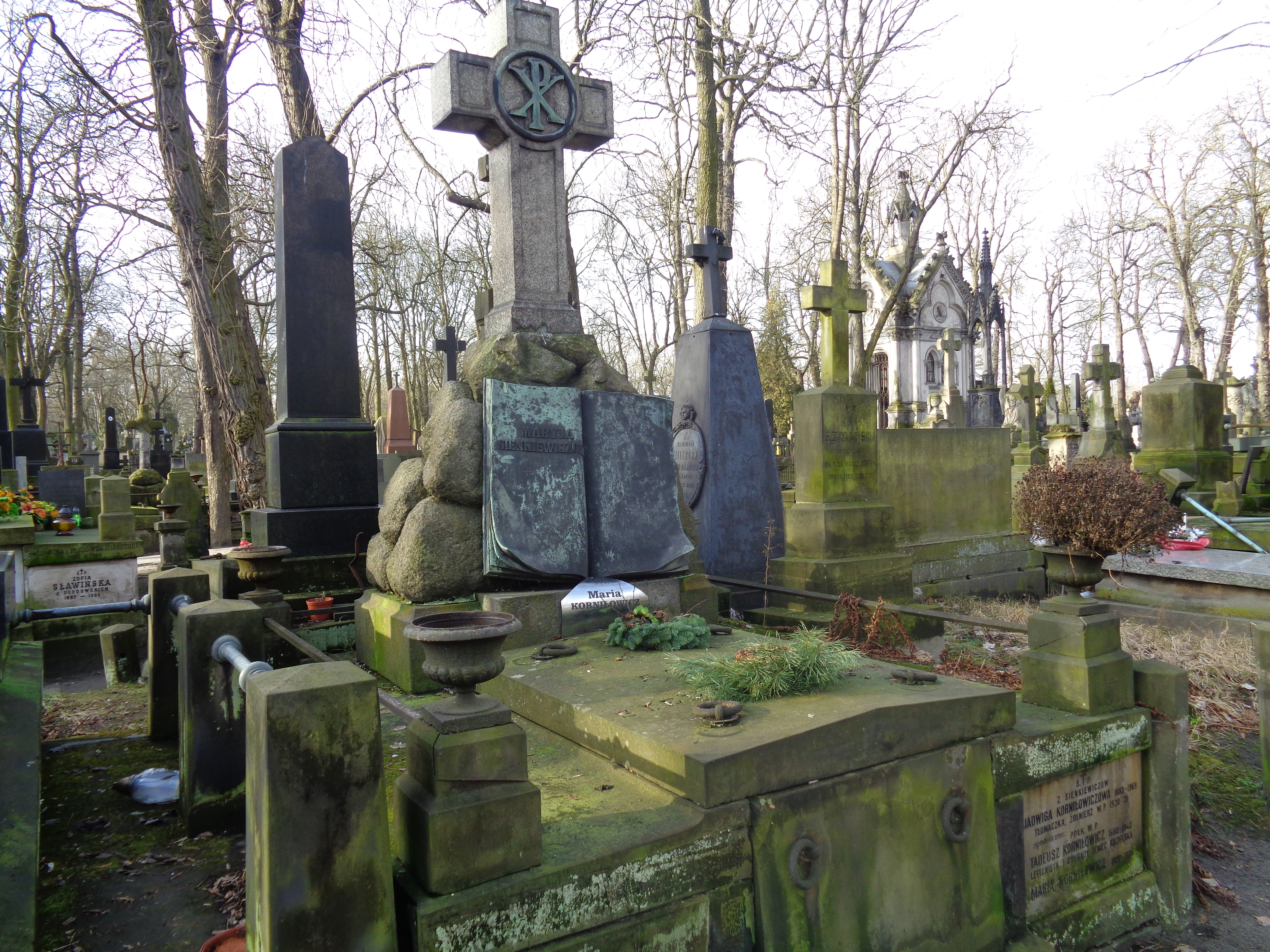
Grób Marii Korniłowicz na cmentarzu Powązkowskim

Maria Korniłowicz (ur. 23 października 1925, zm. 23 listopada 1996) – polska pisarka i tłumaczka.
Wnuczka Henryka Sienkiewicza, córka Jadwigi (1883–1969) i Tadeusza (1880–1940). Współpracowała z miesięcznikiem „Więź”. Autorka przekładów z francuskiego, m.in. Wiktora Hugo (Pracownicy morza) i angielskiego, m.in. Henry'ego Fieldinga (Przygody Józefa Andrewsa). Z wykształcenia psycholog.
W grudniu 1975 roku była sygnatariuszką Listu 59. 
W okresie stanu wojennego współpracowała z Prymasowskim Komitetem Pomocy Osobom Pozbawionym Wolności i ich Rodzinom. Część prywatnej kolekcji pamiątek rodzinnych po swym dziadku, obejmującą 350 eksponatów, przekazała do Muzeum Henryka Sienkiewicza w Oblęgorku.
Została pochowana w grobowcu rodzinnym na cmentarzu Powązkowskim w Warszawie (kwatera 26-3-14/15).